# Duane Swanson
Duane Alexander Swanson, född 23 augusti 1913 i Waterman, död 13 september 2000 i Cumberland Furnace, var en amerikansk basketspelare.
Swanson blev olympisk mästare i basket vid sommarspelen 1936 i Berlin.